# Xishui, Zunyi
Xishui, tidigare stavat Sishui, är ett härad som lyder under Zunyis stad på prefekturnivå i Guizhou-provinsen i sydvästra Kina.